# Загаркам
Загаркам — река в России, протекает в Курахском районе Республики Дагестан. Длина реки составляет 13 км. Площадь водосборного бассейна реки — 22,5 км².
Начинается в заболоченной местности на восточных склонах хребта Колохдаг. Течёт вдоль хребта в юго-восточном направлении, в нижнем течении поворачивает на юг. Устье реки находится в 51 км по левому берегу реки Курах на территории села Курах.

## Данные водного реестра
По данным государственного водного реестра России относится к Западно-Каспийскому бассейновому округу, водохозяйственный участок реки — Самур. Речной бассейн реки — Терек.
Код объекта в государственном водном реестре — 07030000412109300002767.